# Голубицкое сельское поселение
Голубицкое сельское поселение — муниципальное образование в Темрюкском районе Краснодарского края России.
В рамках административно-территориального устройства Краснодарского края ему соответствует Голубицкий сельский округ.
Административный центр и единственный населённый пункт — станица Голубицкая.

## Население
| 2010  | 2012  | 2013  | 2014  | 2015  | 2016  | 2017  |
| ----- | ----- | ----- | ----- | ----- | ----- | ----- |
| 5083  | ↗5180 | ↗5259 | ↗5362 | ↗5389 | ↗5466 | ↗5494 |
| 2018  | 2019  | 2020  | 2021  | 2023  |       |       |
| ↗5570 | ↘5558 | ↗5628 | ↘5590 | ↗5634 |       |       |